# 佛兰德帝国大区
佛兰德帝国大区（德語：Reichsgau Flandern）是1944年成立的纳粹德国的一个短暂的帝国大区。它在佛兰德斯旧的省级边界（包括科米訥-瓦爾訥通但不含富倫），以及法国北部和加来海峡两个省。布鲁塞尔被排除在外，成為了布魯塞爾區，儘管該區並非帝國大區或大區，但仍是德國領土
当纳粹德国于1944年12月15日吞并了比利時及北法蘭西專員轄區时，在法兰德斯帝国大区的所有领土上，只有敦刻尔克在德国手中，其余的领土在比利时和法国的控制之下。德国投降后，敦刻尔克将在1945年5月9日被盟军解放。